# 森費爾高地 (加利福尼亞州)
森費爾高地（英語：Sunfair Heights）是位於美國加利福尼亞州聖貝納迪諾縣的一個非建制地區。該地的面積和人口皆未知。

## 地理
森費爾高地的座標為34°14′25″N 116°13′05″W / 34.24028°N 116.21806°W，而該地的平均海拔高度為782米（即2566英尺）。